# Antonio Rangel
Antonio Rangel Ojeda (27 de octubre de 1943 - 22 de diciembre de 2004) apodado y/o conocido como El Deportista Caballero del Bádminton, fue un jugador mexicano de bádminton que compitió en los 60 en las diferentes categorías de sencillos, dobles y mixtos.

## Biografía
Su padre, el Dr Raúl Rangel Romero, de profesión dentista, les inculcó a sus dos hijos: Antonio y Raúl, el amor y entusiasmo por el deporte. Su madre, Luz Ojeda Lacroix era maestra de escuela. Junto con su hermano mayor Raúl Rangel, Antonio empezó a jugar el bádminton más o menos a la edad de diez años en el Centro Deportivo Chapultepec AC. 
En 1965, Antonio Rangel sorprendió a todos cuando llevó a tres sets su encuentro contra Erland Kops, en la tercera ronda del Campeonato Nacional Abierto de los Estados Unidos; fundamentalmente, porque en dicho año, el jugador danés estaba clasificado como el jugador número 1 del Mundo y había estado derrotando a sus contrincantes en solamente dos sets.
En 1968, Antonio Rangel se tituló en Medicina de la Universidad Nacional Autónoma de México y, un año más tarde, el 13 de diciembre de 1969, se casó con Flor Luján; tuvieron cuatro hijos: Antonio, Flor, David y Jorge.
A partir de que Antonio Rangel se casó, concentró sus esfuerzos en su familia y en su carrera profesional de doctor, retirándose prácticamente de las competiciones de bádminton.

## Carrera deportiva
En 1958, a los 14 años de edad, Antonio Rangel fue campeón nacional de México por primera vez, en la categoría de dobles, junto con su hermano Raúl Rangel; para 1967, ya sumaba 23 campeonatos nacionales. En 1966, ganó el Campeonato Nacional Abierto de México en la categoría de sencillos y la final de dobles, jugando de compañero de su hermano Raúl.

### Campeonato Nacional de Bádminton de México:[1]
| Año  | Torneo                                     | Categoría | Lugar | Nombre                            |
| 1958 | Campeonato Nacional de Bádminton de México | Dobles    | 1     | Antonio Rangel / Raúl Rangel      |
| 1959 | Campeonato Nacional de Bádminton de México | Mixtos    | 1     | Antonio Rangel / Ernestina Rivera |
| 1959 | Campeonato Nacional de Bádminton de México | Dobles    | 1     | Antonio Rangel / Raúl Rangel      |
| 1959 | Campeonato Nacional de Bádminton de México | Singles   | 1     | Antonio Rangel                    |
| 1960 | Campeonato Nacional de Bádminton de México | Singles   | 1     | Antonio Rangel                    |
| 1960 | Campeonato Nacional de Bádminton de México | Mixtos    | 1     | Antonio Rangel / Ernestina Rivera |
| 1960 | Campeonato Nacional de Bádminton de México | Dobles    | 1     | Antonio Rangel / Raúl Rangel      |
| 1961 | Campeonato Nacional de Bádminton de México | Dobles    | 1     | Antonio Rangel / Raúl Rangel      |
| 1961 | Campeonato Nacional de Bádminton de México | Mixtos    | 1     | Antonio Rangel / Ernestina Rivera |
| 1962 | Campeonato Nacional de Bádminton de México | Singles   | 1     | Antonio Rangel                    |
| 1962 | Campeonato Nacional de Bádminton de México | Dobles    | 1     | Antonio Rangel / Raúl Rangel      |
| 1963 | Campeonato Nacional de Bádminton de México | Mixtos    | 1     | Antonio Rangel / Carolina Allier  |
| 1963 | Campeonato Nacional de Bádminton de México | Dobles    | 1     | Antonio Rangel / Raúl Rangel      |
| 1964 | Campeonato Nacional de Bádminton de México | Dobles    | 1     | Antonio Rangel / Raúl Rangel      |
| 1964 | Campeonato Nacional de Bádminton de México | Singles   | 1     | Antonio Rangel                    |
| 1964 | Campeonato Nacional de Bádminton de México | Mixtos    | 1     | Antonio Rangel / Carolina Allier  |
| 1965 | Campeonato Nacional de Bádminton de México | Singles   | 1     | Antonio Rangel                    |
| 1965 | Campeonato Nacional de Bádminton de México | Mixtos    | 1     | Antonio Rangel / Carolina Allier  |
| 1966 | Campeonato Nacional de Bádminton de México | Mixtos    | 1     | Antonio Rangel / Lucero Soto      |
| 1966 | Campeonato Nacional de Bádminton de México | Dobles    | 1     | Antonio Rangel / Raúl Rangel      |
| 1966 | Campeonato Nacional de Bádminton de México | Singles   | 1     | Antonio Rangel                    |
| 1967 | Campeonato Nacional de Bádminton de México | Singles   | 1     | Antonio Rangel                    |
| 1967 | Campeonato Nacional de Bádminton de México | Dobles    | 1     | Antonio Rangel / Raúl Rangel      |

### Campeonatos Nacionales Abiertos de México:[1]
El Torneo Internacional de la Ciudad de México se celebró en 1949, 1952, 1958, 1959 y 1961. A partir de 1964 cambió de nombre para conocerse como el Campeonato Nacional Abierto de México.
Antonio Rangel compitió en las ediciones de 1959 y 1961 del Torneo Internacional de la Ciudad de México y a partir de 1964 y hasta 1968 en los Campeonatos Nacionales Abiertos de México, donde se midió con jugadores de la talla de Erland Kops, Channarong Ratanaseangsuang, Jamie Paulson, Don Paup y Bill Berry, entre otros.
| Campeonato Nacional Abierto de México |                         |                             |                                 |
| Campeones                             |                         |                             |                                 |
| Año                                   | Singles                 | Dobles                      | Mixtos                          |
| 1966                                  | Antonio Rangel - México | Raúl Rangel - México        | Oscar Luján - México            |
|                                       |                         | Antonio Rangel - México     | Josefina de Tinoco - México     |
| Subcampeones                          |                         |                             |                                 |
|                                       | Raúl Rangel- México     | Guillermo Allier- México    | Rod Starkey- Estados Unidos     |
|                                       |                         | Rod Starkey- Estados Unidos | Carlene Starkey- Estados Unidos |

### Otras competiciones y logros deportivos

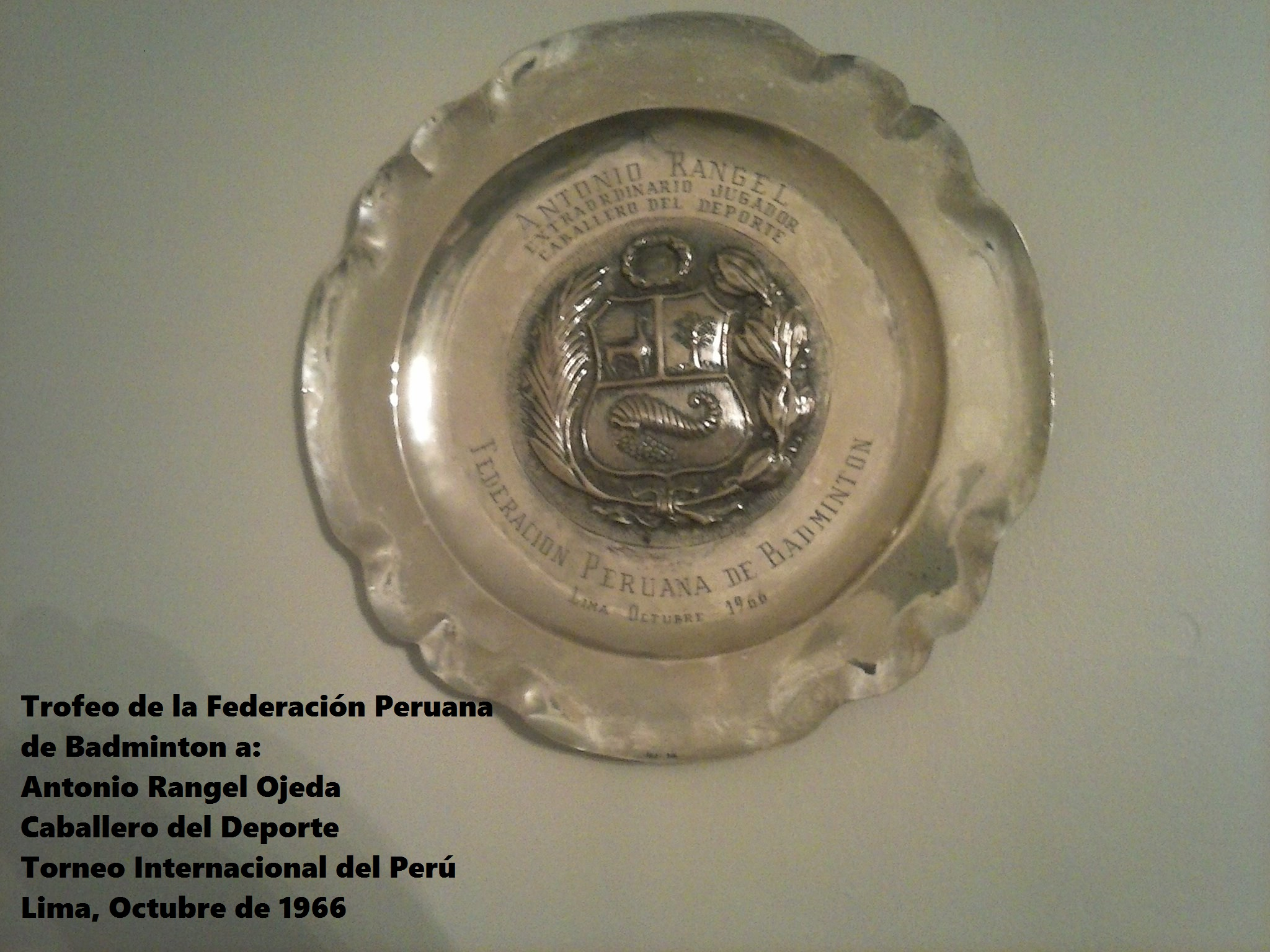
Trofeo otorgado por la Federación Peruana de Bádminton al Sr. Antonio Rangel Ojeda en Lima, octubre de 1966.

- 1963 - Miembro del equipo mexicano que compitió en Indonesia en los "Games of New Emerging Forces", también conocidos como los Juegos GANEFO.[3]
- 1963 - Perdió la final de sencillos del III Torneo Abierto de la Universidad de Texas, también conocido como el Abierto de Texas, contra Tan Joe Hok.[3][4]
- 1963 - Junto con su hermano Raúl Rangel, perdieron la final de dobles del III Torneo Abierto de Texas contra Tan Joe Hok y J. Izen.[3][4]
- 1964 - Campeón del IV Torneo Abierto de Texas en la categoría de sencillos.[5]
- 1964 - De pareja de su hermano Raúl Rangel, ganaron la categoría de dobles del IV Torneo Abierto de Texas contra George Harman y John Sudbury.[5]
- 1964 - Junto con Carolina Allier, ganaron la categoría de mixtos en el IV Torneo Abierto de Texas al vencer a George y Lana Harman de Ponca City, OK.[5]
- 1965 - Campeón de sencillos del I Torneo Internacional del Perú al derrotar al campeón peruano Miguel Arguelles.[6]
- 1965 - De pareja del danés Knud Christiansen, perdieron la final de dobles del I Torneo Internacional del Perú contra la pareja peruana formada por Percy Levi y Miguel Argüelles.[6]
- 1966 - Campeón del Torneo Internacional de Bádminton de Perú en la categoría de sencillos.[7]
- 1966 - Campeón de dobles, junto con su hermano Raúl Rangel, del Torneo Internacional de Bádminton de Perú.[7]

## Deportista Caballero del Bádminton en el Perú

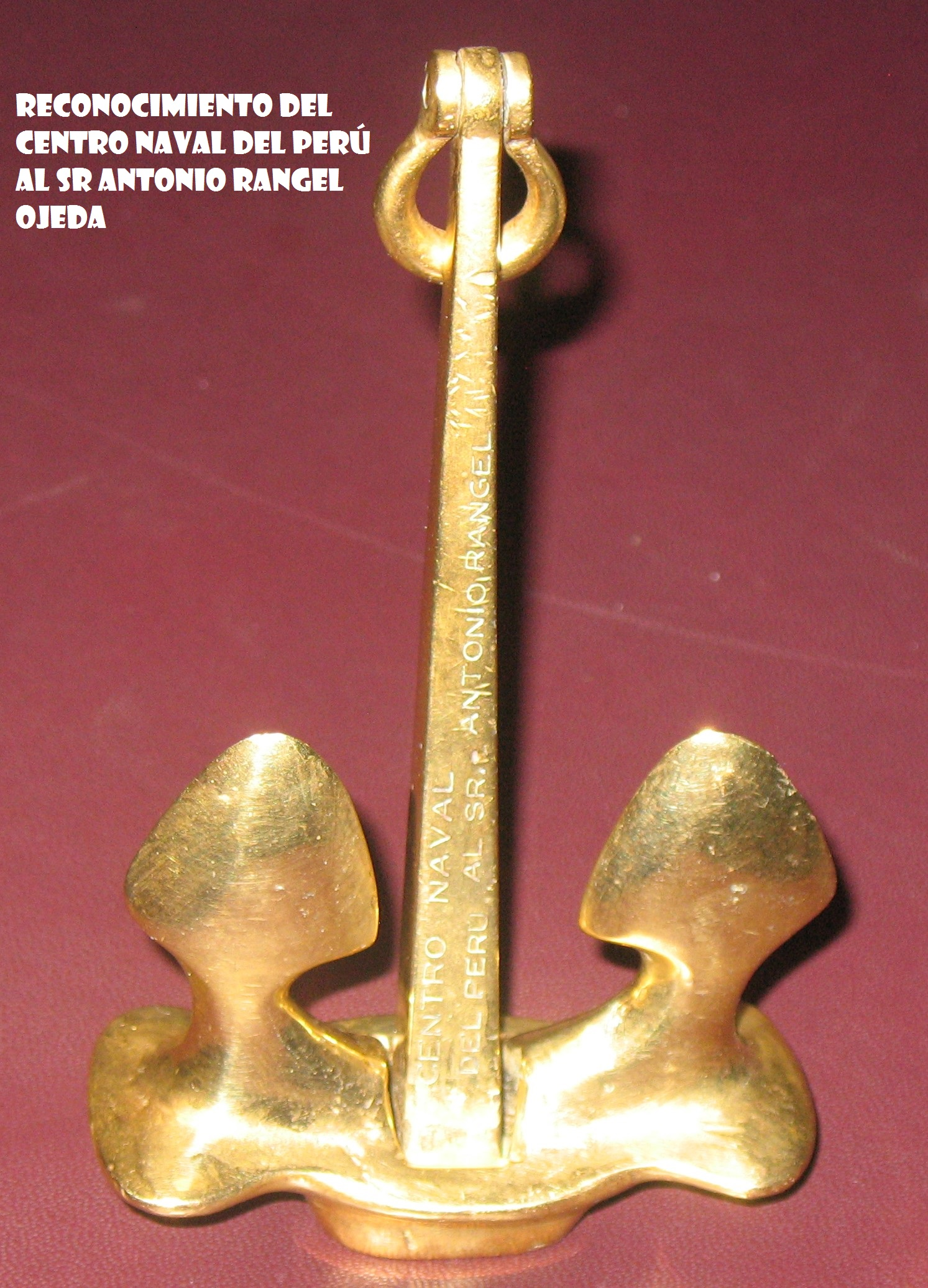
Reconocimiento del Centro Naval del Perú al Sr. Antonio Rangel Ojeda.

En octubre de 1965, Antonio Rangel visitó el Perú, con el objeto de competir en el Primer Torneo Internacional del Perú, a invitación expresa de la Federación Peruana de Bádminton, quien estaba interesada en difundir el bádminton en dicho país, obteniendo el título en la categoría de sencillos, tras derrotar 15-2 y 15-9 al campeón peruano Miguel Argüelles, así como a Ismael Seminario 15-11 y 15-5. No obstante, jugando de compañero del danés Knud Christiansen, Antonio Rangel perdió la final de dobles 15-5 y 15-11 contra la pareja peruana formada por Percy Levi y Miguel Argüelles.

Posteriormente, gracias a las gestiones de la Federación Peruana de Bádminton, Antonio Rangel extendió su estadía en el Perú, para difundir este deporte, mediante exhibiciones en el Centro Naval del Perú, la Feria del Pacífico y clínicas deportivas en algunos centros deportivos, incluido el Club Regatas de Lima y el Club Lawn Tennis de la Exposición. Por su labor, el entonces Alcalde de Lima, el Doctor Luis Bedoya Reyes, le otorgó una placa como campeón del Primer Torneo Internacional del Perú, con la inscripción “Embajador del Bádminton”. Asimismo, el Centro Naval del Perú le entregó un reconocimiento por su contribución en la difusión del bádminton en dicho país. Finalmente, el presidente de la Federación Peruana de Bádminton, Don Alfredo Salazar, comentó: 
“Aparte de su juego, Rangel nos ha impresionado con su caballerosidad y corrección que hacen que sea un gran embajador de ese pueblo tan querido”.
Fue así que, a partir de su viaje al Perú, Antonio Rangel fue conocido como “el deportista caballero del bádminton”.

## Copa Thomas
Antonio Rangel fue miembro del primer equipo mexicano que participó en la Thomas Cup (zona Norteamérica) y que fuera eliminado por Japón en 1964 (0-9 ganados). En febrero de 1967, participó por segunda vez, en el representativo mexicano que perdió en las semifinales de la zona contra el equipo de Canadá, habiendo perdido su encuentro de sencillos en tres sets contra el campeón canadiense Wayne Macdonnell: 12-15, 15-6 y 15-8. En dobles jugó de pareja junto a Oscar Luján y perdieron contra los hermanos Ed y Rolf Paterson 15-5 y 15-6.